# قائد جند السماء
قائد تنظيم جند السماء (1969-29 يناير 2007) المثير للجدل ادعى بأنه المهدي المنتظر في العراق في نهاية 2006. تم القضاء عليه وعلى معظم اعضائه تنظيمه عن طريق القوات العراقية في نهاية يناير 2007 قبل يوم من تنفيذه مخططه بقتل المراجع الشيعية والسيطرة على حوزتهم.

## اسمه
اسم قائد تنظيم جند السماء ما زال غير متفق عليه، فبينما يقول البعض إنه 'أحمد كاظم الكرعاوي البصري'، يقول آخرون إن اسمه 'سامر بوقمرة' فيما تتحدث أنباء أخرى عن أن اسمه 'كاظم عبد الزهرة'. وسمى نفسه علي بن علي بن أبي طالب (أي ابن الامام علي بن أبي طالب) وأطلقت عليه جماعته اسم 'المهدي المنتظر' المعروف لدى المسلمين.

## نسبه
يقول البعض إنه ينتمي إلى عشيرة 'الأكرع' المشهورة في مدينة الحلة. وهو ليس بسيد من سلالة الرسول محمد بن عبد الله (ص) كما كان يدعي.

## تأسيسه التنظيم
كان طالباً في إحدى المدارس الدينية في مدينة النجف إبان حكم النظام العراقي السابق. اشترى في العام 1994 ثماني مزارع من مزارع منطقة الزركة شمال مدينة النجف ثم اشترى مزرعتين فأصبح بحوزته عشر مزارع مؤلفة من 100 دونم. قام بعدها بتسييج تلك المزارع بثلاثة سواتر ترابية بحيث لا يرى المار في تلك المنطقة ما بداخل تلك المساحة المسيجة. ثم قام بترتيبها وقام بصرف آلاف الدولارات عليها لتجهيزها وترتيبها وحفر الخنادق فيها.
اعتقل في إيران بعد مغادرته العراق، إذ زعَّم نفسه هناك أحد 'سفراء' الإمام المهدي المنتظر. عاد بعد الإفراج عنه إلى العراق، حيث أسس تجمعاً دينياً في مدينة البصرة سماه جند السماء، ودعاه بـ'سفارته' مرةً أخرى وقاد جماعته إلى المناطق المجاورة لمدينة النجف.

## مؤلفاته
نشر كتاباً له قبل شهر من وفاته باسم 'قاضي السماء'، الذي اعتبرته الحوزة العلمية في النجف الأشرف وبقية الحوزات بأنه 'كتاب ضلالة'.

## وفاته
بعدما ادعى قائد تنظيم جند السماء بأنه المهدي المنتظر خطط لاحتلال مرقد الإمام علي بن أبي طالب بالنجف، وقتل أو اختطاف المراجع الشيعية البارزة في يوم عاشوراء الذي كان يصادف يوم الثلاثاء 30 يناير 2007. قبل تنفيذ جند السماء عمليتهم بيوم واحد في يوم الاثنين 29 يناير 2007 الموافق للتاسع من محرم تم الهجوم على تنظيم جند السماء عن طريق القوات العراقية وتمكنت من قتل الكثير من أعضاء 'جند السماء' بما فيهم قائدهم وتم أسر ما تبقى منهم.

## وصلات خارجية
- موقع العربية نت: بانوراما- من هم "جند السماء"؟ نسخة محفوظة 2 أبريل 2007 على موقع واي باك مشين.
- موقع العربية نت: مسؤول عراقي "جند السماء" خطط لتصفية جميع مراجع الشيعة. نسخة محفوظة 31 مارس 2007 على موقع واي باك مشين.
- موقع بي بي سي العربية "مقتل زعيم "جند السماء" في اشتباكات النجف.
- جريدة الشرق الأوسط: زعيم «جند السماء».. عازف عود ادعى انه المهدي المنتظر وخاض حربا قتل فيها.